# 高遵
高遵（？—？），字世礼，勃海郡蓨县（今河北省衡水市景县）人，北魏官员。

## 生平
高遵的父亲高济是沧水郡太守，高遵是庶子，哥哥高矫等人经常欺负他。等到高济去世，高矫不让高遵在丧位上。高遵于是疾驰奔赴平城，投奔共曾祖的堂兄中书令高允。高允为高济举哀，以高遵为丧事的主人，京城有关人士无不前来吊唁，朝廷权贵都认识了高遵。高遵慢慢的回家参与丧事。丧期结束后，高允为高遵经营为官的道路，高遵得以补任乐浪王拓跋万寿侍郎，高遵感激高允成全得益的恩情，对待高允如同父辈一样。
高遵涉猎文史，很有写作才能，跟随都将长广公侯穷奇平定三齐，以军功获赐爵高昌男，补任安定王拓跋休相。高遵撰写太和殿和安昌殿的图画，之后与中书令高闾增加改定律令，升任中书侍郎。高遵代理中书令，前往长安，刊刻燕宣王冯朗的庙碑，进爵为安昌子，又出使济州、兖州、徐州三州，观察风俗审理诉讼，升任中都令。等到北魏新制作服饰，魏孝文帝恭敬的祭祀宗庙，高遵形体容貌庄重整洁，声音流畅气势雄健，经常兼任太祝令，跪拜宣赞礼仪事务，所进行的俯仰动作，大体符合礼仪规矩。因此魏孝文帝熟识厚待高遵。之后高遵与游明根、高闾、李沖进入朝廷商议律令，高遵亲自面对魏孝文帝，经常有所陈奏。因为多年的功劳，高遵获赐粟帛牛马，外任立忠将军、齐州刺史。高遵持符节经过故乡，宗族乡亲都对他改变了态度，而高矫等人更加嫉妒诋毁他。
高遵为人不够廉洁清白，在中书省时，每次休假回到崤山以东，必定要借备骡马，跟从的随从有一百多人。高遵又住在百姓家中求取丝织品，不满意就谩骂不走，强行征用索求。十天半月之间，就得到上千的缣布，城乡百姓深受其苦。高遵到了齐州，本性不改，选拔征召官吏僚属，收受了很多贿赂。另外高遵的妻子明氏家在齐州，明氏的母弟舅甥共同互相嘱托，争相求取财货利益，严酷残暴不讲道理，杀害了很多人。高遵贪婪残酷的情况，魏孝文帝很是听说了一些。到魏孝文帝巡视邺城时，高遵从齐州来朝见，遇到大赦获得原谅。高遵临别魏孝文帝回齐州前，到行宫请见辞行，魏孝文帝引见后批评训斥了高遵。高遵自述没有做有负皇帝的事，魏孝文帝厉声说：“如果没有为了迁都而发的赦令，肯定已经没有你高遵了！加上你不光贪婪，而且用刑太暴虐，你总比不上济阴王元郁，他都免不了法律的惩治，你是什么人，胆敢这么做！从今往后应该自加约束谨慎。”高遵回到齐州后，仍不思悔改。齐州人僧振到洛阳状告高遵。魏孝文帝诏令廷尉少卿刘述详细审查，全部事实都和告发的一样。之前，和尚道登路过拜访高遵，高遵认为道登很受魏孝文帝的宠爱，就送给道登许多财物，深深拜托倚仗他。道登因为多次在魏孝文帝面前申救高遵，魏孝文帝不采纳，于是诏令刘述去赐令高遵自杀。当时高遵的儿子高元荣前往洛阳伸冤，还是倚仗道登，不时来往道登那里。道登知道高遵死刑已经决定，才将高元荣送走。高遵恨自己的妻子明氏，不与她诀别到别处沐浴，服毒自杀。

## 家庭

### 父亲
- 高济，北魏游击将军、沧水郡太守、浮阳宣子

### 兄弟姐妹
- 高矫，北魏浮阳子
- 高次文

### 儿子
- 高元荣，北魏西道行台

## 延伸阅读
[在维基数据编辑]
 《魏書·卷89》，出自魏收《魏书》